# Nowy Świat (Kłodzko)
Nowy Świat – część miasta Kłodzko w Polsce, położonego w województwie dolnośląskim, w powiecie kłodzkim. W ciągu dziejów jego lokalizacja ulegała licznym zmianom. Jako część miasta funkcjonowała do 2023 r.

## Pierwsza lokalizacja
W okresie średniowiecza na południe od zabudowań miejskich, tworzących współczesne Stare Miasto, które otoczone było murami, bramami i fosą znajdowały się liczne przedmieścia. Jednym z nich położonym na obszarze na obszarze zachód od Młynówką, a obecną ulicą Bohaterów Getta był Nowy Świat (niem. Neulände). Przedmieście to wielokrotnie było niszczone, a następnie odbudowywane podczas licznych konfliktów zbrojnych, w tym m.in.: wojen husyckich (1419–1436), wojny trzydziestoletniej (1618–1648) oraz wojen śląskich (1740–1763). Po przyłączeniu hrabstwa kłodzkiego do Królestwa Prus ich władca – Fryderyk II Wielki Hohenzollern postanowił rozbudować twierdzę na Górze Zamkowej, a co za tym idzie, przesiedlić mieszkańców najbliżej położonych przedmieść przyszłej fortyfikacji, w rejony odleglejsze od murów miejskich. Los taki spotkał również mieszkańców przedmieścia Nowy Świat.
Współcześnie w pierwotnym miejscu zajmowanym przez kłodzki Nowy Świat znajduje się osiedle im. Gustawa Morcinka, powstałe w latach 70. XX wieku.

## Druga lokalizacja
W połowie XVIII wieku mieszkańcy Przedmieścia Nowy świat zostali przesiedleni na tereny określane do tej pory mianem Łąk Komturowskich (niem. Comthurwiesen). Znajdowały się one na południe od wzniesienia Krzyżna Góra, u ujścia Jaszkówki do Nysy Kłodzkiej. W ciągu kilkunastu lat zbudowali oni wzdłuż szosy prowadzącej do Bystrzycy Kłodzkiej nową osadę, którą nazwali na cześć poprzedniczki także Nowym Światem (niem. Neuland). Pomimo bliskości zabudowań Nowego Świata z domostwami Jaszkowej Dolnej, osada ta nie została wchłonięta przez tę wioskę, zostając wciąż kłodzkim przedmieściem.
Po zakończeniu II wojny światowej i przyłączeniu ziemi kłodzkiej do Polski w 1945 roku dokonano urzędowych zmian dotychczasowych miejscowości niemieckich na polskie. Dawny Neuland został częścią Kłodzka z oficjalną nazwą urzędową Nowy Świat. Mimo wprowadzenia tej nazwy nie przyjęła się ona wśród nowych mieszkańców tego terenu, którymi byli w większości repatrianci, uważający Nowy Świat za integralną część miasta. Pomimo to określenie tego obszaru, położonego na południowy wschód od Jaszkówki i na wschód od Nysy Kłodzkiej, jako Nowy Świat – znalazło swoje potwierdzenie w kolejnych rozporządzeniach władz centralnych, w tym m.in. z 2012 roku.

## Trzecia lokalizacja
W związku ze zmianą nazw miejscowości w pierwszych latach powojennych, lokalne władze dokonywały, w większości na własną rękę, przemianowania placów i ulic. Podobnie sytuacja taka miała miejsce w Kłodzku. Dotychczasowa niemiecka ulica Totenweg, położona na północ od kłodzkiej twierdzy, na terenie historycznego Ustronia Górnego (niem. Oberhalbendorf), została przemianowana na ulicę Nowy Świat. Nowym Światem określono także Państwowe Ogródki Działkowe położone wzdłuż ulicy Noworudzkiej w Kłodzku. W związku z powyższym, z upływem lat cały ten obszar, który historycznie nazywać się powinien Ustroniem Górnym, zaczęto określać mianem osiedla Nowy Świat. Co warto zaznaczyć z braku oficjalnego podziału Kłodzka na osiedla czy dzielnice, będące jednostkami samorządowymi, nazwa ta nie została oficjalnie usankcjonowana, a pojawia się w licznych opracowaniach miejskich, w tym strategiach rozwoju gminy miejskiej oraz funkcjonuje w świadomości lokalnych mieszkańców.